# 戴峰
戴　峰（日語假名：タイ ミネ，1960年—），出生於上海，华裔日本科学家。研究領域包括地球物理学、生物医学、社会科学等。台湾南台科技大学客座教授、中国中山医科大学家庭医健康中心医学顧問客座教授。 、地球板塊臨界断層学説的創始人。
2003年，在国際上第一個發表了「澳門不会出現SARS流行」相關研究報告的科学家。榮獲诺贝尔生理学或医学奖被推薦候選人提名。2016度中国(澳門)財経風雲榜大会榮獲「創造生命科学成就奨」榮誉。

## 经历
1980年代初期開始研究中国科学院地球物理学科学家Dr. Lu Dajiong博士的地震宏観传导物理学。1985年第一篇《地球宏观预报概论》發表，引起多国地震学家的重視。之後得到了東京大学地震研究所（地震力学）丸山教授的高度肯定及奖学金留学日本，从事自然科学研究。
1994年国立福島大学畢業後，擔任東北大学地球传导研究課題的客座主任研究員，從事地震的「宏觀前兆自然科学」反應和断層物質對生物的影響研究。之後，同研究團隊發現了大地震的「前兆反應二次峰値現象」，這一研究成果在（1996年度）日本地震学会發表。
之後，擔任中村綜合科学研究所的主任研究員，以生物医学課題為研究重點。他與日本昭和药科大学、千葉大学、南台科技大学  等研究機關進行共同研究。2009年研究組發現了NT.Gprotein基因物質.2011國際中西醫藥腫瘤治療論壇發表等

## 參與学会
- 原日本地震学会会員
- 美国行政学会（ASPA）会員
- 国際生物漢方研究学会原会長
- 日本檢証学研究学会常務副会長

## 作品

### 主要論文
- 《大地震的前兆傳導反應的二次峰値現象》（1996年度日本地震学会）[26]
- 《如何用活性生物藥来預防SARS》（2004年度中国藥剤師全国大会）[27]
- 《免疫和自体的抗癌力》（2006年度 澳門特別行政区医師總會）
- 《新·国富論的解説》（2008年 日本規則研究会）[28]
- 《生命科学的新發現》（BNE2007.12）[29]
- 《從西方医学的“科学迷信”走向真正的自然生命科学》（2008年度中国「公益時報、北京大会」書面）

### 主要著作
- 《大地震是可能預報的自然科学原理》，日本綠箭出版社刊
- 《某些大地震前兆的鉴别分析方法可能有用》，Metamor出版社刊
- 《自然物質与保健》，青春出版社刊

### 電視評論、講演
- 日本放送協会NHK
- 日本電視放送網日本電視「200X·特別報道」
- 日本朝日電視台古舘伊知郎科学専題節目

### 主要講演
- 「限界線断層和地震前兆關係」，1995年仙台南扶輪社[30]
- 「地震与自然科学前兆異常的最新調査研究」，2002年度日本危機管理学会（青山学院大学）
- 「SARS感染的最新研究」，2003年5月4日澳門医務界聯合主辦[31][32][33]
- 「先端生物技術的未来展望」，2006年 MACAU特別行政区政府主辦 [34]
- 「日中地震分析研究的新提案」，2008年9月中国雲南大学、雲南省政府科学技術協会共同主辦[35]
- 「免疫的老化与细胞变异的影響原因」，2013年國際中、西醫藥腫瘤治療論壇

## 科学研究插曲
2003年初，世界和亞洲面臨SARS传染的嚴峻時刻。5月4日，他經過詳細的科学調査研究後，發表了震驚世界的《澳門「非典」難現，現在不会，将来也不会出現「沙士」》的専題記者發表会。
這一發表与当時嚴峻的国際SARS形勢和權威人士的意見形成了鮮明的對立。
現在，這一当時震驚医学界的発表早已過去许多年了、讓人們感到驚奇的是，事實完全証明了他的研究分析是正確的，澳門确实没有發生一例本地的SARS病例。這一在当時独一的研究成果，在医学界里是罕见的。可能對今後的公共傳染医学的研究起到一个建設性的挑战作用。

## 評價
「我們應該對他的地震預報研究著作花時間去讀，并加以精讀和再精讀。這様我們一定会確信，現在被世界地震学界認為地震預報不可能這一説法是不完全科学的……因為科学家的使命就是要研究攻克難題。」《大地震是可能預報的》一書推薦文，鳥山英雄博士（日本科学界元老、日本国家最高榮誉「瑞宝獎」得主、美国俄亥俄大学、東京女子大学名誉教授）。

## 声明
在网络出现了杜撰假冒学者戴峰发现所谓ST因子等虛假不实宣传、他本人和所在研究所对此发表了严正声明进行谴责

## 脚注
1. ↑  .   [2014-11-01]. （原始内容存档于2014-11-01）.
2. 1 2  .   [2014-11-16]. （原始内容存档于2020-12-01）.
3. 1 2  生体におけるpo対腫瘤効果比較試験、2001.8－10.3
4. ↑  南台科技大学無免疫マウスにおける抗皮膚腫瘤直接的影響比較」2008.10
5. ↑  戴峰『大地震是有可能予報的』日本緑色出版96年版P.188「臨界断層」節
6. ↑  .   [2013年4月20日]. （原始内容存档于2017年10月16日）.
7. ↑  .   [2014-11-02]. （原始内容存档于2016-03-04）.
8. 1 2 3  .   [2013-04-25]. （原始内容存档于2017-10-16）.
9. 1 2 3  .   [2013-10-12]. （原始内容存档于2017-10-16）.
10. ↑  .   [2017-10-15]. （原始内容存档于2017-10-16）.
11. ↑  .   [2017-10-15]. （原始内容存档于2017-10-16）.
12. ↑  『大地震是是可能予報的』著者介紹
13. ↑  戴氏が研究している宏観前兆と言われる多分野理科学の反應部分について引用、池谷元伺大阪大学教授　著『地震の前、なぜ動物騒ぐのか』NHKbooksP.76.105.111.148
14. ↑  「昭和薬科大学研究レポート9.17.1998」
15. ↑  「南台科技大学「無免疫マウスにおける対皮膚腫瘤直接的影響比較」2008.10
16. ↑  「N.Tproteinの生体研究報告書」2009.12.30」
17. ↑  Biological fluid testing n.CCDtumor suppression by administration of injections, Southern Taiwan University of Technology research program by Professor Nakamura of the challenges2010.12
18. ↑  生体におけるpo抗腫瘤効果比較試験、2001.8－10.3
19. ↑  Heps n.cddp53 antitumor effect in mice directly.Joint Research Program, National University of Pharmacy and Research Institute Nakamura 2005.1
20. ↑  R.T28 的抗細胞老化比較、単核食細胞の機能およびマウス体力の遊泳時間（Xの平均± SD）について生体試験
21. ↑  Mouse vs. n.cdd (CTX) and tested for toxic effects of relaxation effect
22. ↑  Phase Ⅱ for the first S-180CA antitumor substance n.cddp5 . National Laboratory for Medical School CH
23. ↑  放射線と化学物質に対するn.cddの弱毒化について検証China Pharmaceutical University2005.1
24. ↑  n.cddの各種比較効果
25. ↑  2011國際中西醫藥腫瘤治療論壇上發表(2011年10月澳門特別行政区)
26. ↑  日本地震学会 『日本地震学会講演稿集』1996,no2
27. ↑  2004.6雲南省.昆明
28. ↑  東京商工会議所3.17
29. ↑  『BNE2007,12特集号「生命科学の新発見」不老の活性生物DNA』
30. ↑  仙台南ロータリー倶楽部第1920回例会95.11.30
31. 1 2  Macao 「澳亚卫视」2003.5.4
32. ↑  「MACAU TV」2003.5.4
33. ↑  澳門『市民日報』2003.5.5P4
34. ↑  科学技術産業国際化論壇2006年度(国際会議中心)
35. ↑  (雲南大学地質学部2008年9月主辦)
36. ↑  「澳門 TV」2003.5.4
37. ↑  『大地震是可能予報的』推薦文P6.鳥山英雄博士
38. ↑  .   [2017-11-24]. （原始内容存档于2017-12-01）.
39. ↑  .   [2017-11-24]. （原始内容存档于2017-12-01）.

## 外部連結
- 中村総合科学研究所官網個人網頁